# Mejicanotrichia estaquillosa
Mejicanotrichia estaquillosa är en nattsländeart som beskrevs av Harris och Ralph W. Holzenthal 1997. Mejicanotrichia estaquillosa ingår i släktet Mejicanotrichia och familjen smånattsländor. Inga underarter finns listade i Catalogue of Life.